# Joahim Šler
Joahim Šler (Hajlbron, 1960) nemački je istoričar i kulturolog. Od 2006. profesor je u Institutu Parks za odnose Jevreja sa nejevrejskim narodima univerziteta u Sauthemptonu.
Pre toga je predavao na univerzitetu u Potsdamu, gde je vodio odsek za jevrejske i rabinske studije. Zajedno sa Andreasom Maislingerom bio je dobrovoljni aktivista u Poljskoj 1980/81. u okviru „Sühnezeichen/Friedensdienste“, nemačke mirovne organizacije osnovane sa ciljem borbe protiv nacističkog nasleđa (engl. Action Reconciliation Service for Peace).
Od 1993. do 1999. radio je kao naučni saradnik u Centru Mozes Mendelson za evropsko-jevrejske studije, a zatim kao naučni asistent za savremenu istoriju na Univerzitetu u Potsdamu.

## Radovi
- '
  - engleski:
- - engleski:

## Spoljašnje veze
- ) (језик: немачки)